# Estación de Logroño
Az Estación de Logroño egy vasútállomás Spanyolországban, Logroño településen.

## Vasútvonalak
Az állomást az alábbi vasútvonalak érintik:
- Bilbao–Casetas-vasútvonal

## Kapcsolódó állomások
A vasútállomáshoz az alábbi állomások vannak a legközelebb: